# Азбука за непослушне
Азбука за непослушне (мкд. Азбука за непослушните) је роман македонског романсијера, драмског писца, песника, есејисте, критичара и књижевног теоретичара Венка Андоновског (мкд. Венко Андоновски) објављен 1994. године. Српско издање књиге објавила је издавачка кућа Архипелаг из Београда 2017. године у антологијској едицији “100 словенских романа”, у преводу Мирослава Мрковића.

## О аутору
Венко Андоновски (Куманово, 1964) је један од најзначајнијих и најчитанијих савремених македонских писаца. Студирао је и докторирао на Филолошком факултету у Скопљу, где је тренутно професор теорије књижевности. Добитник је „Рацинове награде“, Награде „Утринског весника“ за роман године, Награде „Стале Попов“ и Награде „Балканика“ за најбољу балканску књигу године. Писао је поезију, приповетке, романе, драме, као и стручне књиге.

## О књизи
Радња романа Азбука за непослушне је смештена у 863. годину, у манастир Полихронос на Олимпу, пре одласка Свете браће, у мисију у Моравску. Причу о послушницима и непокорницима прича, односно записује, неми свештеник у манастиру. Андоновски поставља директна питања читаоцу, испитујући колико зна о себи, сопственој историји, Библији, митологији и фолклору. У исто време прави „васкрснуће мртвих слова“, које својим фиксираним правописом говоре о уметничком схватању стварности. Дешифрује архаичне речи/архаизме и реактуелизује глагољицу, стварајући причу иза сваког слова. Андоновски овим романом осваја читаоца свежом интерпретацијом средњег века и простора у коме живимо.
Андоновски је свет у ком живимо у роману алегоријски приказао као леп и тајанствен ковчег у који похрањујемо своје тајне, драгоцености и успомене те га неретко свима поносно показујемо; метафорички, човек у ковчегу, ваљда као његова највећа вредност, одлази на посљедњи починак. Свако поглавље у роману започиње словом феничког писма и развија причу о сукобу добра и зла. Време у коме је смештена радња апокалиптично је време: ријеч, слово, култура, све је у кризи и то је права прилика за завршетак једног космичког циклуса и започињање другог. Да ли ће се у тим менама срушити дотад изграђене вредности? Десило се управо то, зло је надјачало, добро је занемело, лепота је устукнула пред брзином и похлепом, правда пред неправдом, а неписменост је заменила писменост. Азбука за непослушне је роман у којем је, супротно од Библије, идеја послушности демонска, а идеја непослушности божанска. Зло захтијева послушност. И онда се поставља питање шта се уопште променило од средњег века до данас. 